# Мемориал павшим воинам (Кагальницкая)
Мемориал павшим воинам — памятник участникам Великой Отечественной войны, расположенный в станице Кагальницкая, Ростовская область.

## История
Изначально в центральной части станице Кагальницкой по переулку Будённовскому располагались пять монументов участникам Великой Отечественной войны и Гражданской войны. В апреле 1984 года по распоряжению райкома КПСС Исполком Кагальницкого районного Совета народных депутатов решил перенести в общую могилу мемориального комплекса останки участников Гражданской войны и солдат, полегших в 1943 году в ходе освобождения станицы Кагальницкой.
Открытию памятника предшествовала масштабная работа. Поисковые группы посещали все сёла, где были памятники, изучали их историю. В военкоматах и архивах разыскивали данные об участниках войны Кагальницкого района. По итогам поисковой работы была составлена «Книга памяти», куда до настоящего времени заносятся имена павших участников Великой Отечественной войны из Кагальницкого района.
Чуть менее двух лет ушло у работников Ростовского областного художественного фонда, скульпторов — Мухи С. М. и Дементьева А. А., архитектора — Жукова И. А., на возведение памятника. В 1986 году к 41-й годовщине Победы в райцентре провели перемещение праха воинов из братских могил, и прошло торжественное открытие этого памятника. Право открыть комплекс дали ветерану войны и труда, руководителю районного совета ветеранов Я. Г. Жибцову. Под аккомпанемент траурной музыки урны поместили в могилу, дали салют из ружей и прозвучал Гимн СССР. Право зажечь Вечный огонь от Вечного огня мемориала станицы Кировской дали руководителю районного отделения Советского Фонда мира Ф. В. Башлаеву.

## Описание
Высота мемориала составила 6,5 метров. На нём выгравирована звезда, знак отличия Советской Армии, размещены знамёна, оплавленное оружие — символ победного конца войны и вечный огонь. Для украшения памятника использовали бетон, розовый туф, мрамор, медь. Вокруг расположены мемориальные таблицы с именами павших воинов. Также открытию памятника своими пожертвованиями поспособствовали местные жители.
На постаменте находятся три таблицы из мрамора; на них больше 140 имён погребённых воинов, павших в ходе освобождении станицы Кагальницкой в июле 1942 — феврале 1943 года.
Мемориал окружён сквером, цветочными клумбами. Местные школьники помогают поддерживать памятник в порядке. Этот мемориальный комплекс является значимым объектом в политической и культурной жизни Кагальницкого района. У него собираются ветераны и участники войны, а также остальные жители района.